# Xanadu (álbum)
Xanadu (también conocido como Menudo) es un álbum de estudio de la boy band puertorriqueña Menudo, lanzado en 1981 por la discográfica Padosa, Inc. La formación vigente incluía a René Farrait, Johnny Lozada, Ricky Meléndez, Xavier Serbiá y Miguel Cancel.
En lo que respecta a la lista de canciones, la mitad de las diez pistas presentes en el álbum fueron previamente lanzadas en discos anteriores y regrabadas con esta nueva formación; la otra mitad son versiones de grupos internacionales que cantan en inglés, traducidas al español, que fueron éxitos en las décadas de 1970 y 1980.

## Desempeño comercial
Comercialmente, el álbum se convirtió en un éxito. En Uruguay alcanzó la posición número 13 en la lista musical de la revista Record World. En Perú, las ventas del LP superaron las 19.000 copias y aproximadamente una cuarta parte de esa cifra en cintas de casete solo en el primer mes de lanzamiento.

## Lista de canciones
| N.º | Título                        | Escritor(es) | Singer(s)     | Duración |  |
| 1.  | «Xanadu»                      |              | Miguel Cancel | 3:18     |  |
| 2.  | «No Se Puede Parar La Música» |              | René Farrait  | 3:03     |  |
| 3.  | «No Que No»                   |              | Xavier Serbia | 2:58     |  |
| 4.  | «Fui Hecho Para Amarte»       |              | Johnny Lozada | 4:02     |  |
| 5.  | «Sueños»                      |              | René Farrait  | 2:48     |  |
| 6.  | «Cosita Loca Llamada Amor»    |              | René Farrait  | 2:38     |  |
| 7.  | «Ella-a-a»                    |              | Grupo         | 5:01     |  |
| 8.  | «Voulez Vous»                 |              | Grupo         | 3:48     |  |
| 9.  | «A Bailar»                    |              | René Farrait  | 2:49     |  |
| 10. | «Voy A América»               |              | René Farrait  | 2:57     |  |

## Posicionamiento en listas

### Semanales
| Lista musical (1981)   | Mejor posición |
| ---------------------- | -------------- |
| Argentina (Cash Box)   | 6              |
| Uruguay (Record World) | 13             |